# Lysa Thatcher
Lysa Thatcher (Redwood City, California; 30 de noviembre de 1958) es una actriz pornográfica retirada estadounidense.

## Biografía
Natural de Redwood City, ciudad ubicada en la californiana bahía de San Francisco, Lysa Thatcher nació en 1958. Con 20 años, en 1979, decidió entrar en la industria pornográfica y debutar como actriz. En sus primeros trabajos solía interpretar papeles de colegiala con los que explotaba su sexualidad, lo que le llevó a convertirse en uno de los iconos más representativos de las actrices de la Edad de oro del porno.
Como actriz, trabajó para estudios como VCA Pictures, VCX, Caballero, Western Visuals, TVX, Gourmet/GVC, Command Cinema, Arrow Productions, Alpha Blue, Intropics Video, Superior o Film Collectors, entre otros.
Se retiró como actriz en 1984, con un total de 109 películas. En 2008 fue incluida en el Salón de la Fama de los Premios XRCO.
Algunas películas suyas fueron American Desire, Blondes Have More Fun, Coed Fever, Daisy May, Editor's Choice 2, Holly McCall Collection, Lesbian Pajama Party, My Teenage Anal Diary, Neon Nights, On White Satin, Playthings, Satisfiers of Alpha Blue o Touch Me in the Morning.